# Cayetana Cabezas
Cayetana Cabezas Arroyo (Madrid, 2 de julio de 1979) es una actriz española de teatro, cine y televisión.

## Biografía
Cayetana Cabezas nació en Madrid, aunque se crio en Orense, donde vivió hasta los 17 años. Regresó a Madrid para estudiar arquitectura y abrió su propio estudio, que cerró en 2009 para dedicarse de lleno al teatro.
Se formó en el Estudio Corazza para el Actor y es miembro fundador de la Asociación Teatral La Misenplas.

## Trabajos

### Televisión
| Año             | Título                              | Personaje                      | Cadena      | Episodios     |
| --------------- | ----------------------------------- | ------------------------------ | ----------- | ------------- |
| 2014            | Aída                                | Elena                          | Telecinco   | 1 episodio    |
| 2014            | Anclados                            | Fátima / Pepe                  | Telecinco   | 1 episodio    |
| 2015            | Rabia                               |                                | Cuatro      | 1 episodio    |
| 2017 - 2018     | El secreto de Puente Viejo          | Nazaria Gorostiza / Sara Gómez | Antena 3    | 212 episodios |
| 2018            | Mira lo que has hecho               | Laura                          | Movistar+   | 1 episodio    |
| 2019            | Carlos V. Los caminos del Emperador | Isabel de Portugal             | La 2        | 1 episodio    |
| 2019            | Brigada Costa del Sol               | Mariaelena                     | Telecinco   | 13 episodios  |
| 2020 - 2021     | Servir y proteger                   | Eva Velasco Martínez           | La 1        | 212 episodios |
| 2020            | Madres. Amor y vida                 | Virgi                          | Prime Video | 2 episodios   |
| 2022 - presente | Machos alfa                         | Blanca                         | Netflix     | ¿? episodios  |

### Cine
| Año  | Título          | Personaje | Dirección                             |
| ---- | --------------- | --------- | ------------------------------------- |
| 2012 | La montaña rusa | Azafata   | Emilio Martínez-Lázaro                |
| 2017 | Por la sombra   | Andrea    | Diego Silva Acevedo y Héctor Melgares |
| 2018 | Diana           | Elena     | Alejo Moreno                          |

| 2016 | Una inversión de presente | Cayetana Cabezas                               |
| 2015 | Que nos quemen            | Mónica Negueruela, Marta Parreño, Esther Leto  |
| 2014 | La cena caníbal           | Mónica Negueruela                              |
| 2012 | Al compás                 | Sebastián Haro                                 |
| 2011 | The End                   | Carlota Fernández Escaldón, Silvia chicón Mesa |
| 2011 | Muertas del asco          | Miguel G. Catalán                              |
| 2011 | Abkara                    | Tony A. Rodríguez                              |
| 2010 | Ruby, el dibujante        |                                                |
| 2009 | Cosecha manual            | Juan Hernández                                 |
| 2009 | Despedida y cierre        |                                                |
| 2009 | Futuro Perfecto           |                                                |
| 2009 | V.O.                      |                                                |

### Teatro
| TEATRO    | TEATRO             | TEATRO            | TEATRO               | TEATRO                      | TEATRO     |
| Año       | Título             | Papel             | Director             | Teatro                      | Notas      |
| --------- | ------------------ | ----------------- | -------------------- | --------------------------- | ---------- |
| 2024-2025 | Madres             | Madre verde       | Elena Díaz Barrigón  | Teatro Lara, Madrid         | Principal  |
| 2019      | Dos más dos        | Múltiples         | David Serrano        | Teatro Lara, Madrid         | Principal  |
| 2018      | La voz dormida     |                   | Julián Fuentes Reta  |                             | Adaptadora |
| 2016      | Kafka enamorado    | Felice Bauer      | Luis Araújo          |                             | Principal  |
| 2016      | Ayami              |                   | Daniel Cabrero       |                             |            |
| 2016      | El amante perfecto | Monólogo stand-up |                      | Microteatro por dinero      | Autora     |
| 2016      | Éxtasis            | Múltiples         |                      | Alfil                       |            |
| 2014      | Te odio… casi      |                   | Cayetana Cabezas     | Microteatro por dinero      |            |
| 2012      | La cantante calva  | Sra. Smith        | Jorge Serra          | Conde Duque                 |            |
| 2011      | Platónov           | Ana Petrovna      | Juan Carlos Corrazza |                             |            |
| 2010      | Proyecto Bruckner  | Múltiples         | Fátima Péon          | Teatro Principal Pontevedra |            |